# فولفغانغ لودفيغ كرافت
فولفغانغ لودفيغ كرافت (بالروسية: Крафт, Логин Юрьевич)‏ (و. 1743 – 1814 م) هو فيزيائي، وعالم فلك من ألمانيا . ولد في سانت بطرسبرغ . وكان عضواً في الأكاديمية الروسية للعلوم .
توفي في سانت بطرسبرغ، عن عمر يناهز 71 عاماً.